# Sommet du G7 de 1986
Pour un article plus général, voir Groupe des sept (économie).
Le sommet du G7 1986, 12e réunion du G7, réunissait les dirigeants des 7 pays démocratiques les plus industrialisés, ou G7, du  4 au 6 mai 1986, dans la ville japonaise de Tokyo.

## Participants

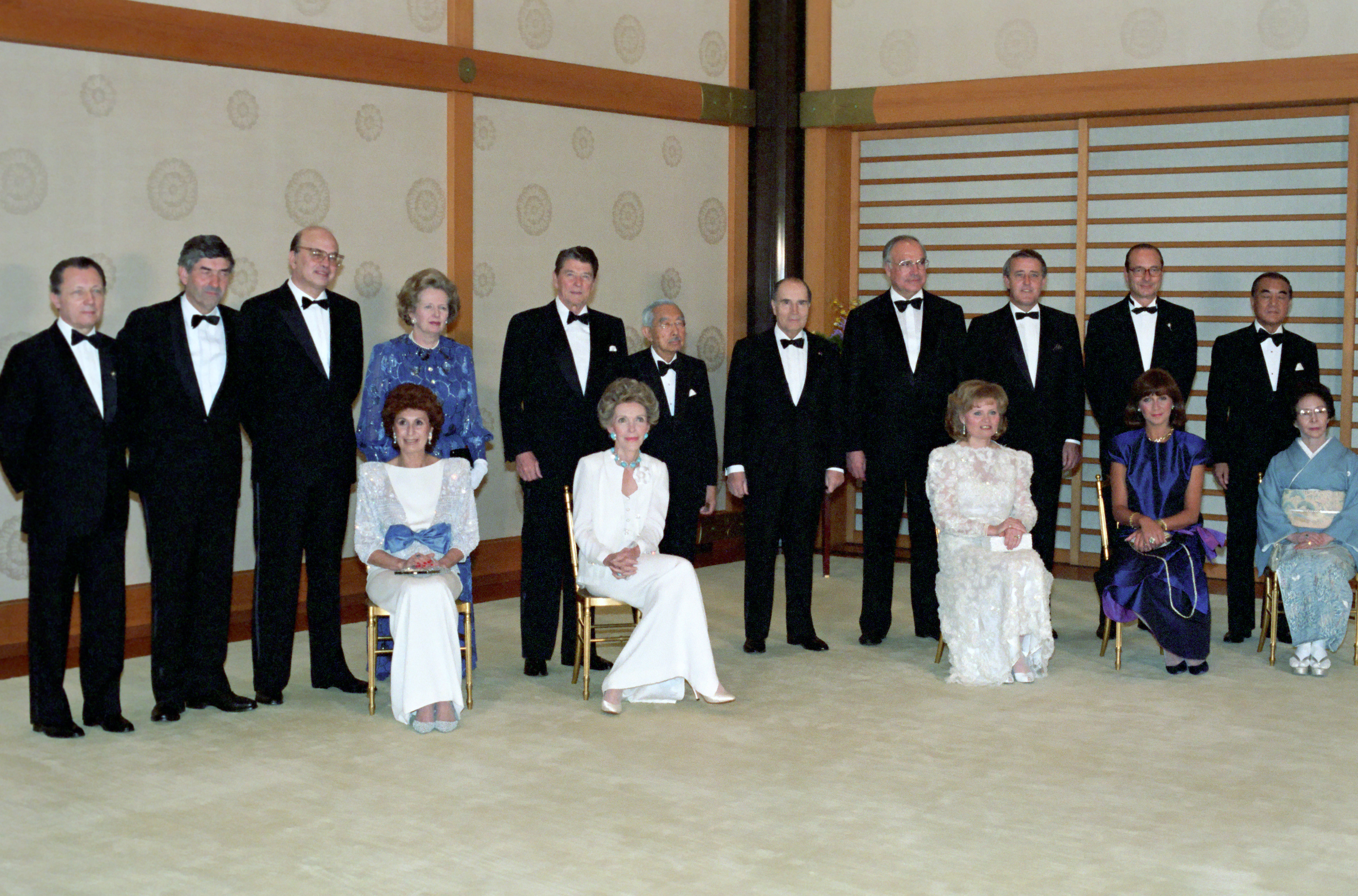
Les participants quelquefois accompagné de leurs épouses au diner du G7.

| Participants au G7            |                            |                     |                      |
| Membre                        | Membre                     | Représenté par      | Fonction             |
| Drapeau du Canada             | Canada                     | Brian Mulroney      | Premier ministre     |
| Drapeau de la France          | France                     | François Mitterrand | Président            |
| Drapeau de l'Allemagne        | Allemagne de l'Ouest (RFA) | Helmut Kohl         | Chancelier           |
| Drapeau de l'Italie           | Italie                     | Bettino Craxi       | Président du Conseil |
| Drapeau du Japon              | Japon                      | Yasuhiro Nakasone   | Premier ministre     |
| Drapeau du Royaume-Uni        | Royaume-Uni                | Margaret Thatcher   | Premier ministre     |
| Drapeau des États-Unis        | États-Unis                 | Ronald Reagan       | Président            |
| Drapeau de l’Union européenne | Commission européenne      | Jacques Delors      | Président            |

## Déroulement du sommet
Le sommet est marqué par la cohabitation française entre le président Mitterrand et le premier ministre Jacques Chirac qui s'est lui aussi déplacé à Tokyo,.